# 스타제국의 음반
이 부분은 목록은 스타제국에서 발표한 음반 목록이다.

## 2000년대
- 2001년 3월 30일 쥬얼리 - Discovery
- 2002년 7월 31일 쥬얼리 - Again
- 2003년 7월 5일 쥬얼리 - Beloved
- 2004년 3월 3일 쥬얼리 - ココロが止まらない
- 2004년 4월 12일 V.O.S - The Real 1st
- 2004년 5월 14일 V.O.S - The Real
- 2004년 6월 16일 쥬얼리 - 胸いっぱいのこの愛を誰より君に
- 2005년 ?월 ?일 쥬얼리 - [Digital Single] Passion - Summer Ver.
- 2005년 ?월 ?일 쥬얼리 - Delight Sweet Life
- 2005년 3월 15일 쥬얼리 - Super Star
- 2005년 11월 24일 V.O.S - Blue Castle
- 2006년 5월 26일 V.O.S - [Digital Single] The First Time
- 2006년 8월 25일 박정아 - Yeah
- 2007년 1월 3일 박정아 - Shining Star ('실크로드 온라인'주제가)
- 2007년 2월 27일 서인영 - Elly Is so HOT
- 2007년 3월 28일 팝핀현준 - [Digital Single] 우리의 소리를 찾아서[1]
- 2007년 5월 8일 팝핀현준 - One&Only
- 2007년 6월 6일 최현준 - NA2ZEN (나이젠)
- 2007년 7월 23일 박정아 - [Digital single] M.Net Summer Break[2]
- 2007년 9월 18일 V.O.S - 꽃이 웃는다 (Special)
- 2008년 2월 20일 쥬얼리 - Kitchi Island
- 2008년 2월 20일 V.O.S - [Digital Single] 젋은 날
- 2008년 4월 29일 쥬얼리 - [Digital Single] Kitchi Island 2
- 2008년 5월 15일 V.O.S - Wonderful Things
- 2008년 7월 4일 서인영 - [Digital Single] 슬픈 노래[3]
- 2008년 7월 23일 서인영 - Elly Is Cinderella
- 2008년 10월 27일 박정아 - [Digital Single] New Ways Always
- 2009년 1월 28일 쥬얼리 S - Sweet Song
- 2009년 3월 2일 김경록 - [Digital Single] 사랑쟁이
- 2009년 5월 27일 V.O.S - Routine Free
- 2009년 6월 5일 V.O.S - SS Life OST
- 2009년 6월 19일 쥬얼리 - [Digital Single] Super Star
- 2009년 8월 27일 쥬얼리 - Sophisticated
- 2009년 12월 8일 서인영 - 사랑하면 안되나요 (아이리스 OST Part.6)
- 2009년 12월 17일 쥬얼리 - 2001-2009 End And
- 2009년 12월 17일 V.O.S - [Digital Single] 사랑합니다[4]

## 2010년대
- 2010년 1월 7일 제국의 아이들 - Nativity
- 2010년 3월 3일 V.O.S - This Is Voice Of Soul
- 2010년 3월 25일 제국의 아이들 - Leap For Detonation[5]
- 2010년 4월 7일 나인뮤지스,서인영 - 검사 프린세스 OST Part.2
- 2010년 5월 4일 최현준 - Rainbow Piano
- 2010년 5월 12일 서인영 - [Digital Single] Lov-Elly
- 2010년 6월 1일 서인영 - Lov-Elly
- 2010년 6월 11일 V.O.S - 제빵왕 김탁구 OST Part.1
- 2010년 7월 8일 제국의 아이들 - [Digital Single] Level Up
- 2010년 7월 22일 V.O.S - [Digital Single] Summer[6]
- 2010년 8월 12일 나인뮤지스 - Let's Have A Party
- 2010년 9월 8일 제국의 아이들 - 별순검 3 OST Part.2[7]
- 2010년 9월 17일 V.O.S - The Blue Bird
- 2010년 11월 10일 V.O.S - 추억
- 2010년 12월 10일 서인영 - [Digital Single] Ellythm
- 2011년 1월 27일 쥬얼리 - [Digital Single] Back It Up[8]
- 2011년 2월 17일 김경록 - [Digital Single] 박근태 Black Label 2
- 2011년 3월 17일 제국의 아이들 - Lovability
- 2011년 5월 16일 쥬얼리 - [Digital Single] Pass
- 2011년 7월 8일 제국의 아이들 - Exciting (Special Stage)
- 2011년 8월 18일 나인뮤지스 - [Digital Single] Figaro
- 2011년 8월 26일 김경록 - 오작교 형제들 OST Part.1
- 2011년 9월 21일 쥬얼리 S - Ames Room Vol.2[9]
- 2011년 10월 26일 제국의 아이들 - 더킥 OST
- 2011년 11월 23일 제국의 아이들 - Daily Daily
- 2011년 11월 30일 쥬얼리,제국의 아이들,나인뮤지스 - [Digital Single] Star Empire[10]
- 2011년 12월 22일 쥬얼리 - Dreams Come True
- 2012년 1월 11일 나인뮤지스 - [Digital Single] News
- 2012년 3월 8일 나인뮤지스 - Sweet Rendezvous
- 2012년 4월 16일 쥬얼리 - 스탠바이 OST Part.1
- 2012년 7월 4일 제국의 아이들 - SPECTACULAR
- 2012년 8월 16일 나인뮤지스 - MM Choice Part.3[11]
- 2012년 8월 27일 제국의 아이들 - PHOENIX
- 2012년 9월 5일 나인뮤지스 - 그 여자 작사 그 남자 작곡 시즌 2[12]
- 2012년 10월 11일 쥬얼리 - Look At Me
- 2012년 12월 7일 제국의 아이들 - [Digital Single] 아리따운 걸
- 2013년 1월 24일 나인뮤지스 - DOLLS
- 2013년 2월 8일 제국의 아이들 - The Classic
- 2013년 3월 25일 제아파이브 - Voulez-vous
- 2013년 5월 9일 나인뮤지스 - Wild
- 2013년 6월 17일 제국의 아이들 - Oops!!~아뿔사~
- 2013년 7월 15일 쥬얼리 - HOT & COLD
- 2013년 8월 9일 제국의 아이들 - illusion
- 2013년 9월 24일 최현준 - [Digital Single] Hitman Project #6 : A Tribute To The Hitman,David Foster
- 2013년 10월 14일 나인뮤지스 - PRIMA DONNA
- 2013년 11월 28일 제국의 아이들 - illusion[13]
- 2013년 12월 4일 나인뮤지스 - [Digital Single] Glue
- 2014년 1월 7일 김경록 - [Digital Single] 별일 아니야
- 2014년 3월 4일 V.O.S - 태양은 가득히 OST Part.2
- 2014년 3월 13일 소리얼 - So Real Story
- 2014년 4월 18일 소리얼, 김동준 - 하늘벽에 오르다 OST
- 2014년 6월 2일 제국의 아이들 - FIRST HOMME
- 2014년 9월 3일 네스티네스티 - [Digital Single] Knock
- 2014년 10월 29일 V.O.S - [Digital Single] 울면서 달리기[14]
- 2014년 11월 24일 현아 - [Digital Single] 집으로 들어가는 길이 좋아
- 2014년 12월 11일 V.O.S - [Digital Single] 반대로만 살자
- 2014년 12월 12일 임시완 - 미생 OST Part.5
- 2015년 1월 21일 ZE:A J - [Japan Digital Single] Roulette
- 2015년 1월 23일 나인뮤지스 - Drama
- 2015년 3월 11일 V.O.S - 어느날,어느곳,어디선가
- 2015년 7월 2일 나인뮤지스 - 9MUSES S/S EDITION
- 2015년 8월 8일 ZE:A J - [China Digital Single] Marry Me
- 2015년 9월 18일 제국의 아이들 - Continue
- 2015년 11월 24일 나인뮤지스 - Lost
- 2015년 12월 17일 강시현, 김윤지, 한혜리 - [Digital Single] PICK ME[15]
- 2016년 1월 9일 서인영 - 한번 더 해피엔딩 OST Part.1[16]
- 2016년 1월 27일 임팩트 - Lollipop
- 2016년 3월 19일 한혜리 - 35 Girls 5 Concepts[17]
- 2016년 4월 20일 제국의 아이들 - [Japan Digital Single] Just Tonight
- 2016년 4월 21일 케빈 - [Digital Single] COLLECTION
- 2016년 4월 26일 정희철 - [Digital Single] First Love
- 2016년 5월 1일 혜미, 현아 - [Digital Single] Confession
- 2016년 5월 3일 김동준 - [Digital Single] Healing
- 2016년 5월 28일 문준영 - [Digital Single] Too Late
- 2016년 6월 2일 서인영 - [Digital Single] Hugged By You
- 2016년 7월 6일 서인영 - [Digital Single] 투유 프로젝트 - 슈가맨 Part.38[18]
- 2016년 7월 20일 서인영 - [Digital Single] Merry Summer[19]
- 2016년 8월 4일 나인뮤지스A - Muses Diary
- 2016년 9월 10일 강시현 - 판타스틱 OST Part.2
- 2016년 11월 11일 임팩트 - 斑爛(반란)
- 2017년 1월 25일 임팩트 - [Digital Single] IMFACTORY Part.1 니가 없어
- 2017년 2월 27일 임팩트 - [Digital Single] IMFACTORY Part.2 첫사랑을 부탁해
- 2017년 4월 5일 임팩트 - [Digital Single] IMFACTORY Part.3 Tension Up
- 2017년 5월 17일 경리 - [Digital Single] Talk About You
- 2017년 6월 19일 나인뮤지스 - Identity
- 2017년 8월 3일 나인뮤지스 - Love City
- 2017년 9월 7일 하민우 - [Digital Single] 보여[20]
- 2017년 10월 13일 임팩트 - [Digital Single] THE UNI+ 마이턴 (My Turn)[21]
- 2017년 10월 20일 임팩트 - [Digital Single] THE UNI+ 빛 (Last One)[22]
- 2017년 10월 27일 금조 - 보그맘 OST Part.7
- 2017년 10월 29일 강시현,김윤지, 장효경 - [Digital Single] 믹스나인 Part.1
- 2017년 11월 12일 임팩트 - 안단테 OST Part.5
- 2017년 11월 19일 강시현,김윤지,장효경 - [Digital Single] 믹스나인 Part.3
- 2017년 12월 11일 혜미 - 막돼먹은 영애씨 시즌 16 OST Part.3
- 2017년 12월 14일 금조 - 미워도 사랑해 OST Part.5
- 2017년 12월 18일 경리 - [Digital Single] 4LOVE 1st[23]
- 2018년 1월 7일 장효경 - [Digital Single] 믹스나인 Part.4
- 2018년 1월 9일 하민우 - The Rosso
- 2018년 1월 14일 웅재, 제업, 태호 - [Digital Single] THE UNI+ B STEP 1
- 2018년 1월 27일 장효경 - [Digital Single] 믹스나인 Part.6
- 2018년 1월 28일 임팩트 - 애간장 OST Part.4
- 2018년 2월 10일 제업 - [Digital Single] THE UNI+ FINAL
- 2018년 2월 18일 임팩트 - 4가지하우스 OST Part.2
- 2018년 3월 18일 임팩트 - 작은 신의 아이들 OST Part.3
- 2018년 3월 27일 경리 - [Digital Single] 4LOVE 2nd[24]
- 2018년 4월 12일 서인영 - 추리의 여왕 시즌 2 OST Part.9
- 2018년 4월 17일 임팩트 - [Digital Single] 빛나
- 2018년 5월 4일 경리 - [Digital Single] 오늘 밤 뭐해?[25]
- 2018년 5월 11일 금조 - 내일도 맑음 OST Part.1
- 2018년 7월 5일 경리 - [Digital Single] 어젯밤
- 2018년 8월 16일 임팩트 - [Digital Single] 나나나 : 懦那䛔
- 2018년 11월 1일 제업 - 시간이 멈추는 그때 OST Part.2
- 2019년 1월 22일 임팩트 - [Digital Single] 함께할개 Part.6
- 2019년 1월 24일 임팩트 - Only U
- 2019년 2월 14일 나인뮤지스 - [Digital Single] Remember
- 2019년 3월 14일 임팩트 - 너 미워!줄리엣 OST Part.5
- 2019년 7월 15일 임팩트 - 모두 다 쿵따리 OST Part.1
- 2019년 10월 24일 아리아즈 - Grand Opera

## 2020년대
- 2020년 4월 21일 임팩트 - [Digtial Single] 거짓말이야[26]
- 2020년 4월 28일 임팩트 - L.L
- 2020년 5월 10일 혜미 - [Digital Single] 걸어요[27]
- 2020년 7월 20일 임팩트 - 마음의 소리 : 리부트 OST Part.2
- 2020년 12월 5일 이상 - Wish You (나의 마음속 너의 멜로디..) OST[28]
- 2021년 4월 29일 이상, 시현 - 류선비의 혼례식 OST Part.3
- 2021년 5월 27일 태호 - [Digital Single] 꼬마
- 2021년 6월 26일 아리아즈 - [Digital Single] 니가 참 좋아
- 2021년 9월 29일 웅재 - [Digital Single] Drama
- 2021년 9월 30일 아리아즈 - [Digital Single] Hot & Cold(2021)
- 2021년 10월 29일 태호 - [Digital Single] Tell Me
- 2022년 1월 28일 시현 - 컬러러쉬 2 OST Part.2
- 2024년 7월 7일 김규결 - [Digital Single] 飛人少年